# رالف جونتر
رالف جونتر Ralf Günther (ولد في كولونيا في سبتمبر 1967) هو كاتب روائي ألماني، وكتب أيضا سيناريوهات لبعض الأفلام السينمائية. اشتهر بكتابة الروايات التاريخية.

## حياته
درس رالف جونتر علوم المسرح والسينما والتلفزيون، في جامعة كولونيا ما بين عامي 1989 و 1995, وذلك بجانب دراسته لعلوم اللغة الألمانية وآدابها. وبعد أن أنهى دراسته، عمل في العديد من الوظائف.
وفي تلك الفترة بدأ يكتب نصوصا للتلفزيون والإذاعة. وابتداء من عام 1990 عمل مؤلفا في العديد من محطات التلفزيون، ومن بينها محطة WDR. وعمل أيضا في المسرح وفي الإذاعة.
وفي عام 1993 انتقل إلى درسدن, حيث ما زال يعيش حتى اليوم، مع عائلته.
و يعمل رالف جونتر منذ عام 1993 كاتباً حراً, ويكتب الروايات البوليسية والنصوص المسرحية والتمثيليات الإذاعية، وكذلك كتباً للأطفال. وقد حقق رالف جونتر شهرة كبيرة، من خلال روايتيه التاريخيتين, الطبيب الخاص Der Leibarzt وقلعة الطاعون Die Pestburg.

## أعماله
1. الطبيب الخاص (رواية 2001)
2. قلعة الطاعون (رواية 2003)
3. نبيلة المسرح (رواية 2005)
4. كاميليه (رواية 1993)

## مواقع خارجية
- Offizielle Internetpräsenz von Ralf Günther
- Ralf Günther auf der Homepage von Histo-Couch.de